# ラリー・スミス (撮影監督)
ラリー・スミス (Larry Smith) は、イギリスの撮影監督である。『アイズ ワイド シャット』や『オンリー・ゴッド』などを手がけている。

## フィルモグラフィー
特記のない作品は撮影を担当。

### 映画
- アイズ ワイド シャット Eyes Wide Shut （1999年）
- ザ・ターゲット The Piano Player （2002年）
- FEAR X フィアー・エックス Fear X （2003年）
- ヒラリー・スワンク IN レッド・ダスト Red Dust （2004年）
- ブロンソン Bronson （2008年）
- The Blue Mansion （2009年）
- ザ・ガード〜西部の相棒〜 The Guard （2011年）
- オンリー・ゴッド Only God Forgives （2013年）
- オースティンランド 恋するテーマパーク Austenland （2013年）
- ある神父の希望と絶望の7日間 Calvary （2014年）
- Trafficker （2015年） - 監督・脚本・製作・撮影
- 奇蹟がくれた数式 The Man Who Knew Infinity （2015年）
- TAU/タウ Tau (2018年)
- 闇はささやく Things Heard & Seen (2021年)
- 刑事ジョン・ルーサー: フォールン・サン Luther: The Fallen Sun (2023年)

### テレビドラマ
- 第一容疑者 姿なき犯人 Prime Suspect 6: The Last Witness （2003年）
- エリザベス1世 〜愛と陰謀の王宮〜 Elizabeth I （2005年）
- エイリアニスト The Alienist（2018年）

## 受賞
- 2013年 - 第46回シッチェス・カタロニア国際映画祭 - 最優秀撮影賞（『オンリー・ゴッド』）[3]
- 2014年 - 第31回ロバート賞 - 最優秀撮影賞（『オンリー・ゴッド』）[4]